# Newcastlemax
Newcastlemax (укр. Ньюкаслмакс) — судно з максимальними габаритними розмірами, що дозволяє заходити в порт Ньюкасл Австралія. Розмір судна обмежений шириною 47 метрів. Кораблі такого розміру належать до класу capesize (подібні — Dunkirkmax і Setouchmax). Нині теоретичні розміри кораблів наступні:
- осадка нижче 17 м
- ширина 47 м
- довжина менш як 300 м
- дедвейтом від 180 до 205 000 DWT для суден з повним завантаженням.

В першу чергу це вуглевози.